# Dicranostyles mildbraediana
Dicranostyles mildbraediana är en vindeväxtart som beskrevs av Pilger. Dicranostyles mildbraediana ingår i släktet Dicranostyles och familjen vindeväxter. Inga underarter finns listade i Catalogue of Life.